# 罗伯逊海峡

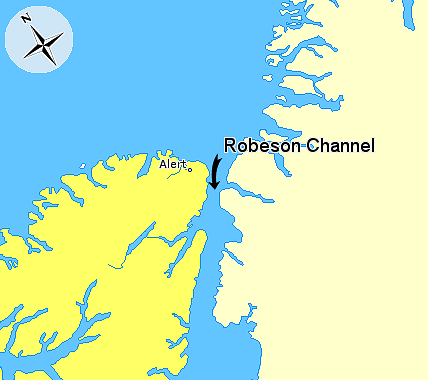
罗伯逊海峡，
埃尔斯米尔岛
格陵兰岛

罗伯逊海峡（英語：Robeson Channel）位于加拿大埃尔斯米尔岛与格陵兰岛之间，为内尔斯海峡的一部分，宽18～29公里，从南部的霍尔湾（Hall Basin）向北延伸80公里至北冰洋的林肯海。在夏季可以短暂通航。